# István Báncsa

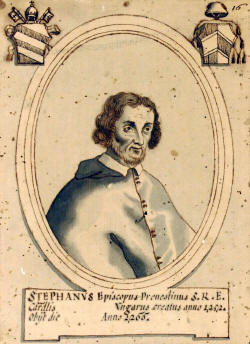
Kardinal István Báncsa

István Báncsa (* in Ungarn; † 9. Juli 1270 in Rom) war Erzbischof von Esztergom und der erste ungarische Kardinal der Römischen Kirche. Er wird auch als Stefan Váncza und Stephanus de Vancsa aufgeführt; sein Nachname wird auch Váncsa, Váncha, Vanca oder Bánca geschrieben.

## Leben
Er war zunächst Propst in Vác und von 1238 bis 1240 Kanzler des ungarischen Königs Béla IV. Im Jahr 1241 begab er sich nach Rom und wurde im selben Jahr zum Bischof von Vác gewählt. Am 7. Juli 1243 wurde er zum Erzbischof von Esztergom ernannt. Am 19. Juli 1251 wurde er Legat in Kroatien und Dalmatien.
Im Konsistorium vom Dezember 1251 erhob Papst Innozenz IV. ihn zum Kardinalbischof von Palestrina. Am 5. Mai 1253 wurde er zum Legaten in Ungarn und Slawonien ernannt. Er nahm an der Papstwahl 1254 teil, aus der Alexander IV. als Papst hervorging. An der Papstwahl 1261 mit der Wahl Urbans IV. konnte er nicht teilnehmen, da er sich zu jener Zeit in Ungarn befand. Sein Name findet sich wieder unter den Papstwählern von 1264–1265, die Clemens IV. in das Papstamt wählten; ebenso war er an der Papstwahl 1268–1271 beteiligt, starb jedoch noch während der Sedisvakanz.
Er wurde in der Kirche Santa Balbina in Rom beigesetzt.